# Panagiotis Retsos
Panagiotis Retsos, född 9 augusti 1998 i Johannesburg, Sydafrika, är en grekisk fotbollsspelare som spelar för Hellas Verona i Serie A.

## Klubbkarriär
I augusti 2017 värvades Retsos av Bayer Leverkusen, där han skrev på ett femårskontrakt. Den 31 januari 2020 lånades Retsos ut till Sheffield United på ett låneavtal över resten av säsongen 2019/2020. Den 5 oktober 2020 lånades Retsos ut till franska Saint-Étienne på ett låneavtal över säsongen 2020/2021.
Den 25 januari 2022 gick Retsos på fri transfer till italienska Hellas Verona.

## Landslagskarriär
Retsos debuterade för Greklands landslag den 31 augusti 2017 i en 0–0-match mot Estland.